# Dax
Dax (wym. [daks]) – miejscowość i gmina we Francji, w regionie Nowa Akwitania, w departamencie Landy.
Według danych na rok 1990 gminę zamieszkiwało 19 309 osób, a gęstość zaludnienia wynosiła 980 osób/km² (wśród 2290 gmin Akwitanii Dax plasuje się na 23. miejscu pod względem liczby ludności, natomiast pod względem powierzchni na miejscu 540.
Urodził tu się dyplomata papieski w Persji abp Jacques-Hector Thomas CM.

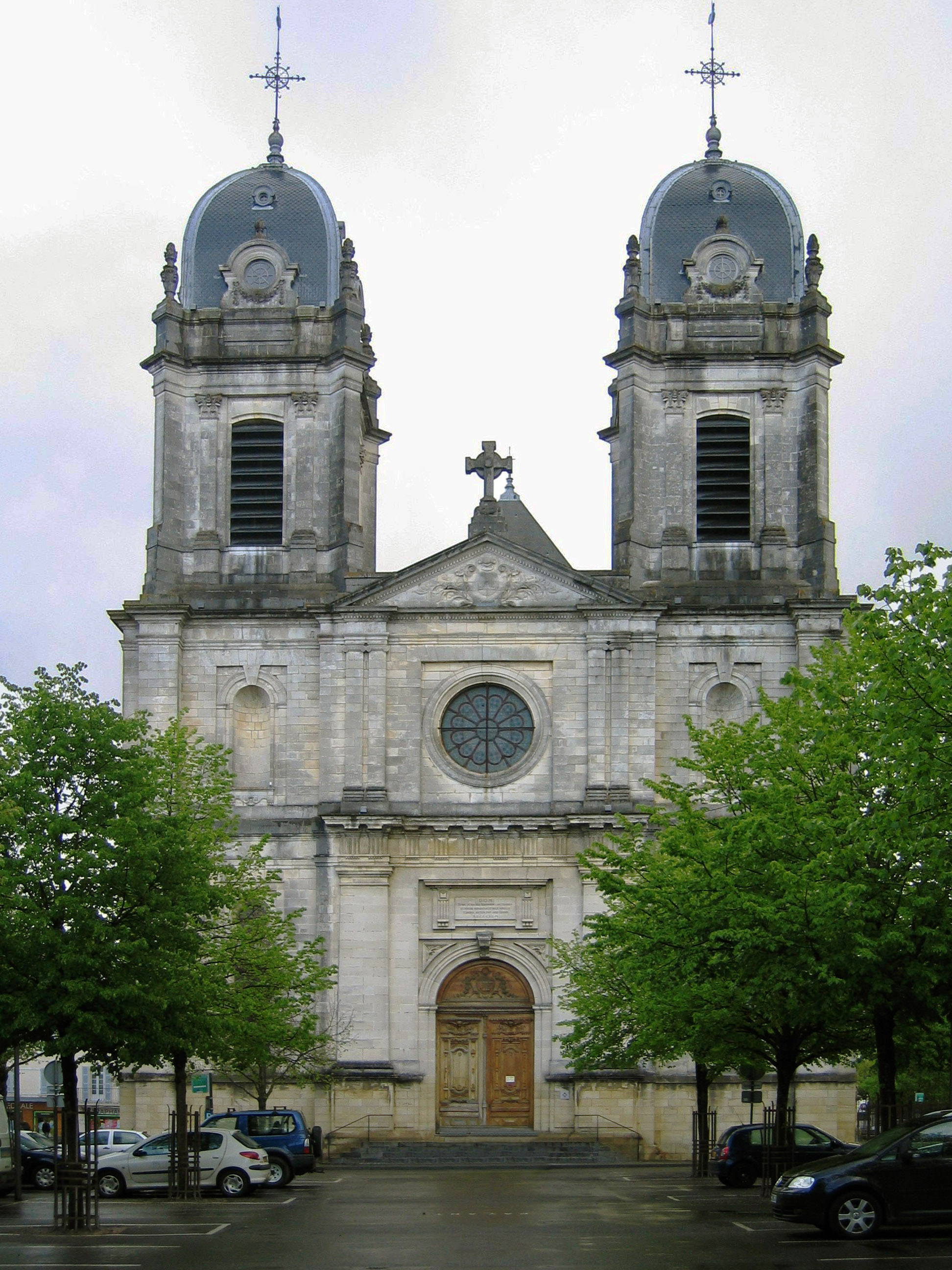
Katedra w Dax

## Miasta partnerskie
- Logroño, Hiszpania